# Kathleen Parlow
Kathleen Parlow, née le 20 septembre 1890 à Fort Calgary (en) en Alberta et décédée le 19 août 1963 près de Toronto en Ontario, était un enfant prodige grâce à ses talents de violoniste. Bien qu'elle ait quitté le Canada à l'âge de 4 ans et n'est revenue qu'en 1940, elle a parfois été surnommée la « Violoniste canadienne ».